# Equipe arubana na Copa Davis
A equipe arubana na Copa Davis representa Aruba na Copa Davis, principal competição de tênis masculina por equipes do mundo. É administrada pela Aruba Lawn Tennis Bond.